# Boris Andrejewitsch Guber

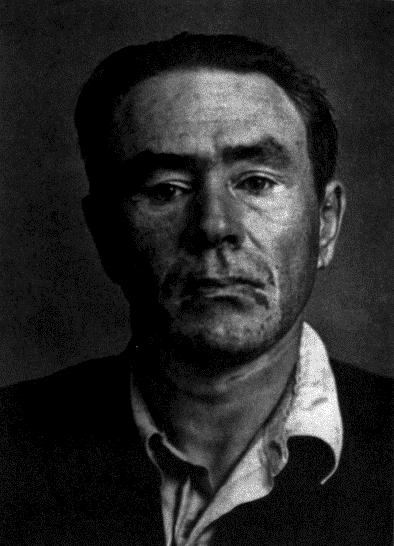
Boris Andrejewitsch Guber (1937)

Boris Andrejewitsch Guber (russisch Борис Андреевич Губер; * 26. Junijul. / 9. Juli 1903greg. in Kamjanka, Gouvernement Kiew, Russisches Kaiserreich; † 13. August 1937) war ein sowjetischer Schriftsteller.
Guber kämpfte im Russischen Bürgerkrieg als Freiwilliger in der Roten Armee. 1925 wurde er Mitglied der literarischen Gruppe Perewal. Er veröffentlichte vier Bände mit Erzählungen über den Bürgerkrieg, die NÖP und die Kollektivierung. Während des Großen Terrors wurde er am 20. Juni 1937 verhaftet und am 13. August erschossen. Guber wurde auf dem Donskoi-Friedhof beigesetzt und im Jahr 1956 rehabilitiert.